# Le Donzeil
Le Donzeil is een gemeente in het Franse departement Creuse (regio Nouvelle-Aquitaine) en telt 188 inwoners (1999). De plaats maakt deel uit van het arrondissement Aubusson.

## Geografie
De oppervlakte van Le Donzeil bedraagt 13,1 km², de bevolkingsdichtheid is 14,4 inwoners per km².

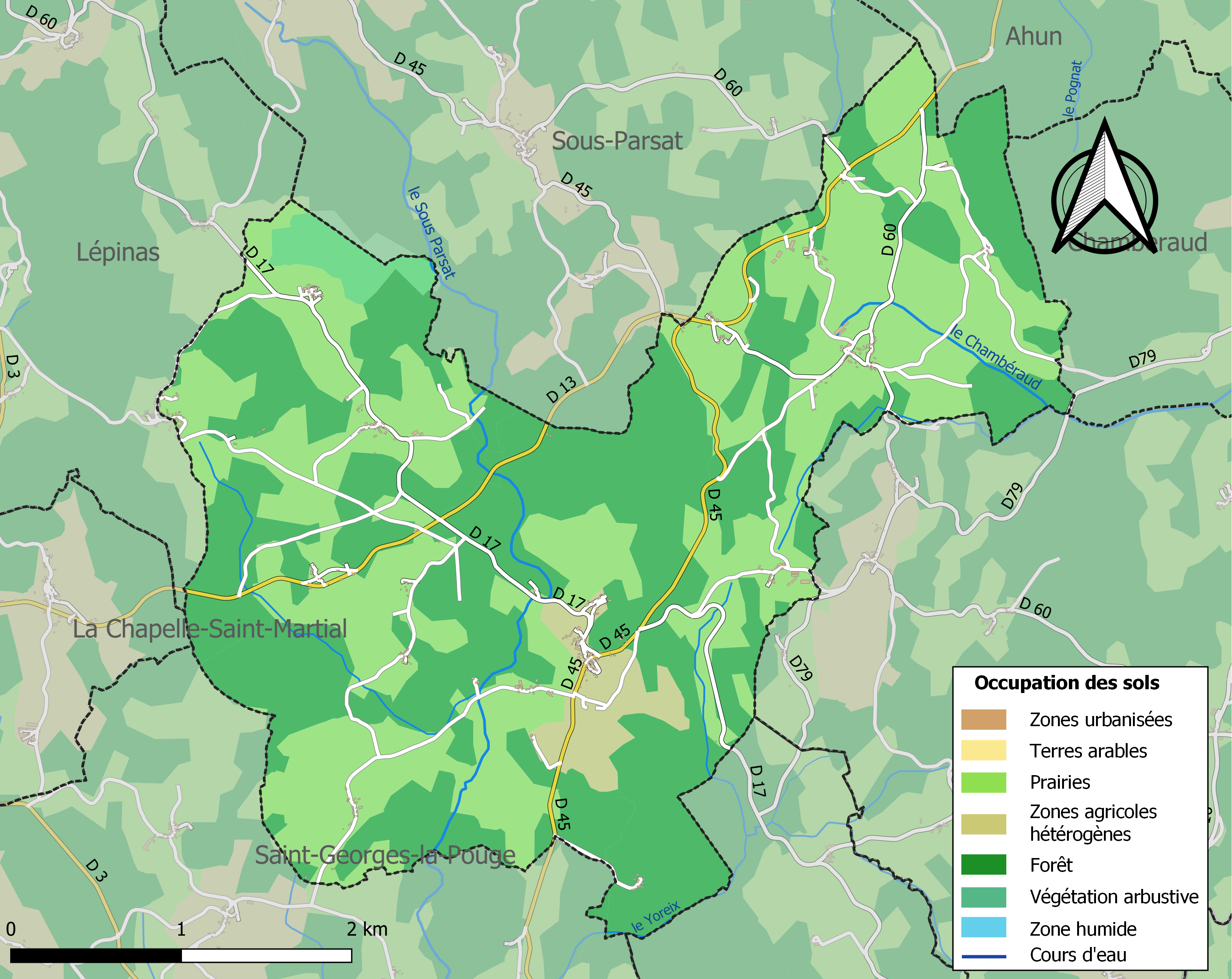
Kaart van de gemeente met de belangrijkste infrastructuur, bodemgebruik en omliggende gemeenten

## Demografie
Onderstaande figuur toont het verloop van het inwonertal (bron: INSEE-tellingen).